# Bulbophyllum kanburiense
Bulbophyllum kanburiense är en orkidéart som beskrevs av Gunnar Seidenfaden. Bulbophyllum kanburiense ingår i släktet Bulbophyllum och familjen orkidéer. Inga underarter finns listade i Catalogue of Life.